# Scholtenspolder
De Scholtenspolder is een voormalig waterschap in de Nederlandse provincie Groningen.
Om de afwatering ten noorden van het Pekelerhoofddiep te verbeteren werd in 1955 het gehele gebied ten noorden van Oude Pekela vanwege de hoogteligging in tweeën geknipt. Beide delen kregen een eigen bemaling en peil. Door deze actie kwamen vier schappen te vervallen. De schappen Emergo en Scholtenswijk werden gefuseerd tot het waterschap Scholtenspolder en de beide andere tot het waterschap Ceres.
Waterstaatkundig gezien ligt het gebied sinds 2000 binnen dat van het waterschap Hunze en Aa's.